# Bruchus postremus
Bruchus postremus là một loài bọ cánh cứng trong họ Bruchidae. Loài này được Gebler miêu tả khoa học năm 1839.